# Кичигинское сельское поселение
Кичи́гинское се́льское поселе́ние — муниципальное образование в Увельском районе Челябинской области Российской Федерации. В рамках административно-территориального устройства муниципальное образование  соответствует административно-территориальной единице Кичигинский сельсовет.
Административный центр — село Кичигино.

## История
Образовано как сельсовет не позднее 1920 года в составе села Кичигино, деревень Шлыковка, Нехорошевка и Жуковаровка.
Статус и границы сельского поселения установлены Законом Челябинской области от 17 сентября 2004 года № 277-ЗО «О статусе и границах Увельского муниципального района и сельских поселений в его составе».

## Население
| 2002  | 2010  | 2011  | 2012  | 2013  | 2014  | 2015  |
| ----- | ----- | ----- | ----- | ----- | ----- | ----- |
| 4804  | ↗5097 | ↗5101 | ↗5115 | ↘4997 | ↘4862 | ↘4836 |
| 2016  | 2017  | 2018  | 2019  | 2020  | 2021  | 2023  |
| ↗5034 | ↘5022 | ↗5053 | ↗5075 | ↗5081 | ↘4937 | ↘4906 |

## Состав сельского поселения
| № | Населённый пункт | Тип населённого пункта          | Население |
| - | ---------------- | ------------------------------- | --------- |
| 1 | Кичигино         | село, административный центр    | ↗2523     |
| 2 | Нагорный         | посёлок                         | ↗1177     |
| 3 | Синий Бор        | посёлок                         | ↗1054     |
| 4 | Формачёво        | посёлок железнодорожной станции | ↗343      |